# Верхньолужицька мова
Верхньолужицька мова (в.-луж. hornjoserbšćina) — одна з двох літературних лужицьких мов; термін також уживано (не цілком коректно) для означення верхньолужицьких діалектів. Належить до серболужицької підгрупи західнослов'янських мов. Верхньолужицькою мовою розмовляє та частина лужицьких сербів, що проживає на півдні історичного краю Лужиця, себто в Дрезденській окрузі Німеччини, а частково також на заході Польщі та півночі Чехії.
Як літературна мова, виникла в XVI столітті, проте ще в XIX столітті існувала в двох варіантах: «євангелічному» та «католицькому». Першим користувалася більша частина людності Верхньої Лужиці, вірою — протестанти-лютерани, а другим — католицька меншина на заході цього краю; до речі, саме вона була активнішою в обстоюванні культурних цінностей усього народу. Але вже на початку XX століття функціонувала єдина літературна верхньолужицька мова.
Існує художня література; за класиків вважають таких осіб: Гандрій Зейлер (1804—1872), Ян Радисерб-Веля (1822—1907), Якуб Барт-Цішинський (1856—1909), Юрій Брезан (1916—2006).

## Писемність
Лужицькі серби користуються латинською абеткою, доповненою літерами, що були створені за допомогою діакритичних значків ˇ (hóčka) і ´ (smužka).
Після орфографічної реформи 1 грудня 1948 року в верхньолужицькій абетці налічується 34 літери. Літери Qq, Vv, Xx використовують лише в чужих власних іменах. Принцип орфографії — етимологічно-фонетичний.
| літера | назва | основний алофон(МФА) | інші алофони |
| ------ | ----- | -------------------- | ------------ |
| A a    | a     | [a]                  |              |
| B b    | bej   | [b]                  | [p]          |
| C c    | cej   | [ts]                 | [dz]         |
| Č č    | čej   | [tʃ]                 | [dʒ]         |
| Ć ć    | ćet   | [tʃ]                 | [dʒ]         |
| D d    | dej   | [d]                  | [t]          |
| Dź dź  | dźej  | [dʒ]                 | [tʃ]         |
| E e    | ej    | [ɛ]                  |              |
| Ě ě    | ět    | [e]                  | [ɛ], [ej]    |
| F f    | ef    | [f]                  |              |
| G g    | gej   | [ɡ]                  | [k], [ʔ]     |
| H h    | ha    | [ɦ]                  |              |
| Ch ch  | cha   | [x]                  | [k], [kʰ]    |
| I i    | i     | [ɪ]                  |              |
| J j    | jot   | [j]                  |              |
| K k    | ka    | [k]                  | [ɡ], [ʔ]     |
| Ł Ł    | eł    | [w]                  |              |

| літера | назва   | основний алофон(МФА) | інші алофони |
| ------ | ------- | -------------------- | ------------ |
| L l    | el      | [l]                  |              |
| M m    | em      | [m]                  |              |
| N n    | en      | [n]                  | [ŋ]          |
| Ń ń    | ejn     | [nʲ]                 |              |
| O o    | o       | [ɔ]                  |              |
| Ó ó    | ót      | [o]                  |              |
| P p    | pej     | [p]                  | [b]          |
| R r    | er      | [r]                  | [ʁ]          |
| Ř ř    | eř      | [ʃ]                  | [ʒ]          |
| S s    | es      | [s]                  | [z]          |
| Š š    | eš      | [ʃ]                  | [ʒ]          |
| T t    | tej     | [t]                  | [d]          |
| U u    | u       | [ʊ]                  |              |
| W w    | wej     | [w]                  |              |
| Y y    | ypsilon | [ɨ]                  |              |
| Z z    | zet     | [z]                  | [s]          |
| Ž ž    | žet     | [ʒ]                  | [ʃ]          |

## Фонетика
У верхньосербській мові сім голосних фонем та 31 приголосна.

### Голосні
Голосні [a], [o], [u] майже не відрізняються од відповідних українських. Голосний [e] має варіанти залежно від позиції: вужчий алофон між палаталізованими («м'якими») приголосними (mječ [m'eč’] ‘меч’) та ширший між твердими (deska [dεska] ‘дошка’), а іноді може вимовлятися як дифтонг (škleńca [škleinca] ‘скло’; tež [teiš] ‘також’). Голосний [i] подібний до українського; його алофон [y] реалізується після твердих приголосних та відповідає українському [и]. Не мають аналогів в українській мові верхньолужицькі голосні [ě] та [ó]. Перший — це звук середній між [e] та [i], другий — між [o] та [u], але їхня вимова нестабільна й залежить від позиції у слові та від темпу мовлення: [ě] може наближатися до [e] або [i], [ó] — до [o] або [u]; крім того, обидві фонемі можуть дифтонгуватися.
Подібно до української мови й на відміну від білоруської та російської, верхньолужицькій не дуже властива редукція ненаголошених голосних: вони вимовляються приблизно так само, як і наголошені. Важливий виняток — вимова ненаголошеного [e], який звучить подібно до [y]: nowe domy вимовляється приблизно як [nowy domy].

### Приголосні
[b] вимовляється подібно до українського б. На письмі позначається літерою b: наприклад, bahno — багно. Має парний палаталізований («м'який») звук [b’], який на письмі звичайно передається сполученням bj: bjedro — стегно.
[c] вимовляється подібно до українського ц. На письмі звичайно позначається літерою c: cybla — цибуля; також може вимовлятися замість асимільованого сполучення приголосних ts: bohatstwo→[bohactwo]. Має парний палаталізований («м'який») звук [c’] (подібний до українського ць у слові цькувати), який, проте, зустрічається дуже рідко — як наслідок асиміляції деяких груп приголосних: třo→[c'o] — троє, krótša→[króc'a] — коротша, wótčina→[woc'ina] — вітчизна; окремою літери для позначення цього звуку немає.
[ʧ] вимовляється подібно до українського ч: твердіше від російського ч, але не так твердо, як білоруський ч чи польський cz. На письмі позначається літерами č та ć: čas — час; čisło — число; ćah — потяг; ćichi — тихий. Парного за палатальністю немає, на відміну від українського (порівняйте дбаючи та квачі), хоча етимологічно слова з цими двома літерами мають різне походження: ć розвинувся з давнього *tj, натомість č зберігає давню вимову.
[d] вимовляється подібно до українського д. На письмі позначається літерою d: dula — скиба, шматок. Парного за палатальністю немає, на відміну від українського (наприклад, дядько).
[ʤ] — м'яка дзвінка африката (відповідна глуха — [č]), близька до української дж у слові джміль. На письмі позначається сполученням літер dź: dźak — подяка, але може також виникати як наслідок асиміляції глухого ć: wjećba→[w'eʤba] — помста. Парного за палатальністю немає.
[f] вимовляється подібно до українського ф. Парного за палатальністю немає. Трапляється лише в запозичених словах (тоді позначається літерою f: fabrika, fajn) або як варіант інших фонем: наприклад, łhać читається як [fač].
[ɡ] вимовляється подібно до українського ґ. На письмі позначається літерою g: geolog — геолог. Парного за палатальністю немає. Трапляється в запозичених словах та в звуконаслідуваннях: gigotać — гоготати, gyrgawa — пелька. Наприкінці слова у глухий приголосний k не переходить.
[h] вимовляється з меншою інтенсивністю, аніж український г. Гортанний щілинний приголосний звук. Парного за палатальністю немає. На письмі позначається літерою h. Чітко вимовляється лише на початку слова перед голосними: hora→[hora] — гора, hat→[hat] — ставок (пор. укр. гать; всередині слова між голосними вимовляється, проте має тенденцію (особливо в швидкому мовленні замінятися на [w] або взагалі зникати: noha→[noha] або розмовне [nowa], dróha→[dróha] або розмовне [drówa]; перед приголосними зникає (зберігається на письмі): hladać→[ladač] — дивитися, ćahnyć→[čanyč] → тягнути, hnĕw→[n’ĕw] — гнів; також часто зникає наприкінці слів: płuh→[pwu] — рало, snĕh→[sn’ĕ] — сніг. Трохи пом'якшується перед [i] та [ĕ]: hinajši→[h'inajši] — інший, hĕta→[h’ĕta] або розмовний варіант [jĕta] — хижа (але [h’] — це не окрема фонема!).
[x] між голосними та наприкінці слова вимовляється подібно до українського твердого х. Парного за палатальністю немає. На письмі позначається сполученням літер ch. На початку морфеми вимовляється як проривний придиховий [kh]: socha→[soxa] — статуя, duch→[dux] — дух, chlĕb→[khlĕp] — хліб, wobchod→[wopkhot] — торгівля.
[j] вимовляється з трохи меншою інтенсивністю, ніж український й — як нескладовий і. Парного за палатальністю («твердого») немає. На письмі позначається літерою j: jama — яма, najĕdźeny — ситий, menij — меню.
[k] вимовляється подібно до українського к. На письмі позначається літерою k: kołp — лебідь, chłódk — тінь. Парного за палатальністю немає.
[w] вимовляється подібно до українського в у слові ковбаса, або до білоруського ў, англійського w у слові was, польського ł у несценічній вимові, але трохи слабіше, ніж у зазначених мовах, тобто як нескладове u. На письмі залежно від етимології позначається літерами w: kupować — купувати, wumjo — вим'я, або ł: pachoł — хлопець, łochć — лікоть. Парного за дзвінкістю/глухістю немає (хоча в деяких позиціях може переходити в [f] — див. вище приклад зі словом łhać, а іноді взагалі не вимовляється: płót→[pót] — пліт, włosy→[wosy] — волосся), але на відміну від білоруської, польської та англійської мов має парний палаталізований — див. нижче. В незапозичених словах не оглушується наприкінці слова: doł.
[w’] — парний палаталізований («м'який») до звука [w]. На письмі позначається сполученням літер wj: wjelk — вовк. Іноді переходить в [j] або [wj]: wjazać→[jazač] — в'язати, strowjo→[strowjo] — здоров'я.
[l’] — середньоєвропейське l, тобто звук, м'якіший від українського л, але твердіший від ль. На письмі позначається літерою l: kluč, luby. Парного твердого немає.
[m] вимовляється подібно до українського м. На письмі позначається літерою m: mazany — брудний, komora — спальня.
[m’] — парний палаталізований («м'який») до звука [m]. На письмі позначається сполученням літер mj: mjeno — ім'я, promjo — промінь, rozumju — розумію, або літерою m перед i: milosć — милість.
[n] вимовляється подібно до українського н. На письмі позначається літерою n: nadawk — завдання, jenož — тільки.
[ŋ] — звук, подібний до відповідного англійського (як у словах ring, stink). Позиційно обумовлений — зустрічається лише перед [k] та [g]: klanka→[klaŋka] — лялька, gingawa→[giŋgawa] — водяна лілея, ćeńki→[čejŋki] — тонкий.
[n’] — парний палаталізований («м'який») до звука [n]. На письмі звичайно позначається літерою n перед i: nic — нічого. Існує окрема літера ń для цього звука, але в сучасній мові вона майже завжди вимовляється твердо, водночас впливаючи на попередній голосний (дифтонґізація): kóń→[kojn] — кінь, rězańca→[Rězajnca] — сінник.
[p] вимовляється подібно до українського п. На письмі позначається літерою p: kołp — лебідь, hospodar — господар. Також вимовляється на місті b наприкінці слова та перед глухими приголосними: dub→[dup] — дуб, wobchad→[wopkhat] — вуличний рух.
[p’] — парний палаталізований («м'який») до звука [p]. На письмі позначається сполученням літер pj: kołpja — родовий відмінник від kołp — лебедя, pjatk — п'ятниця; також p перед голосною i: piwo — пиво.
[R] в літературній мові вимовляється як язичковий (артикуляція на задньому піднебінні); в північних верхньолужицьких діалектах (а також в усіх нижньолужицьких) — подібно до українського передньоязикового р. На письмі позначається літерою r: ramjo — плече, slěbro — серебро, wučer — вчитель.
[R’] — парний палаталізований («м'який») до звука [R]. На письмі позначається сполученням літер rj: rjek — герой, wučerja — вчителя (родовий відмінок).
[s] вимовляється подібно до українського с. Парного за палатальністю («м'якого»), на відміну від українського, немає. На письмі позначається літерою s: směch — сміх, połsta — п'ятдесят; також заступає звук z наприкінці слова та перед глухими приголосними: wóz→[wós] — віз, rozputač so→[rosputač so] — звільнитися від оковів.
[š] вимовляється м'якіше від українського ш, приблизно як у слові шість. Парного за палатальністю («твердого») немає. На письмі може позначатися трьома способами залежно від етимології. 1) На місці загальнослов'янського š/ш — літерою š: šat — одяг, lěpši — кращий, kupuješ — купуєш. Також у запозиченнях: šula — школа (від німецького Schule). 2) На місці колишнього м'якого r’ — літерою ř (тільки в сполученнях př, kř): přemudry — премудрий, křiwy — кривий. 3) Наприкінці слова та перед глухими приголосними може позначатися також літерою ž: nóž→[nóš] — ніж.
[t] вимовляється подібно до українського т. Парного за палатальністю («м'якого») немає. На письмі позначається літерою t: trójce — тричі, stud — сором; також заступає звук d наприкінці слова та перед глухими приголосними: podkopk→[potkopk] — штольня, sad→[sat] — фрукти (збірний термін).
[v] вимовляється подібно до українського в. Парного за палатальністю («м'якого») немає. Зустрічається лише в запозичених словах та як варіант інших фонем (наприклад, zełharnosć→[zevarnosč] — брехливість; іноді також замість запозиченого f). На письмі позначається літерою v або іноді w (в деяких запозичених з німецької мови словах): voltmeter, kolektiwa (родовий відмінок), але awgust→[awgust], а не *[avgust]). Наприкінці слова може переходити в глухий [f]: kolektiw→[kolektif].
[z] вимовляється подібно до українського з. Парного за палатальністю («м'якого») немає. На письмі позначається літерою z: zyma — зима, kózlo — цапеня. Наприкінці слова та перед глухими переходить у [s]: raz→[ras].
[ž] вимовляється м'якіше від українського ж. Парного за палатальністю («твердого») немає. На письмі позначається літерою ž: žaba — жаба, kožuch — кожух. Наприкінці слова та перед глухими приголосними оглушується: nóž→[nóš] — ніж.

### Абетка
Верхньолужицька мова використовує латинську абетку. Деякі звуки позначаються літерами з діакритичними знаками, а також диграфами dź та ch, які вважаються за окремі літери. Раніше використовувалася також фрактура («готичне письмо»).
| Літера | Назва літери | Звук(и)                                | Приклади та зауваження                                                                                    |
| ------ | ------------ | -------------------------------------- | --- |
| A a    | a            | [a]                                    | akt, sad, woda                                                                                            |
|        |              | [ai]                                   | дифтонґізується перед ń: rĕzańca                                                                          |
| B b    | bej          | [b]                                    | baba, buk, beja                                                                                           |
|        |              | [p]                                    | dub |
|        |              | [b’]                                   | у сполученні з j: bjezmała (майже)                                                                        |
| C c    | cej          | [c]                                    | car, nóc, ocean                                                                                           |
| Č č    | čej          | [č]                                    | čas, načeć, ryč                                                                                           |
|        |              | [c’]                                   | у сполученні tč перед i: wótčina                                                                          |
| D d    | dej          | [d]                                    | dom, dub, dejmant                                                                                         |
|        |              | [t]                                    | наприкінці слова та перед глухими приголосними: sad, susodka                                              |
| Dź dź  | dźej         | [ʤ]                                    | dźak, dźesaty Увага! Окремої літери ź не існує                                                            |
|        |              | [č]                                    | наприкінці слова: čeledź                                                                                  |
| E e    | ej           | [e]                                    | cecha, nerw, efekt                                                                                        |
|        |              | [ei]                                   | в деяких випадках дифтонґізується: tež [teiš] (також)                                                     |
|        |              | [y]                                    | в ненаголошеній позиції: nowe                                                                             |
| ĕ      | jĕt          | [ie]                                   | wĕk, wĕra                                                                                                 |
|        |              | [je]                                   | в деяких словах: bĕ                                                                                       |
|        |              | [ei]                                   | в деяких випадках дифтонґізується: bĕžeć [beižeč] (бігти)                                                 |
|        |              | [y]                                    | в деяких словах: rĕbl [rybl], rĕč [ryč]                                                                   |
| F f    | ef           | [f]                                    | fabrika, relief                                                                                           |
|        |              | [v]                                    | іноді між голосними: geografisce [geogravisce]                                                            |
| G g    | gej          | [ɡ]                                    | guma, grog                                                                                                |
| H h    | ha           | [h]                                    | hora, noha, hat                                                                                           |
|        |              | нуль звуку                             | перед приголосними не вимовляється: ćahnyć; також zełharnosć                                              |
| Ch ch  | cha          | [x]                                    | socha, duch; зверніть увагу на розташування диграфа ch як окремої літери в абетці!                        |
|        |              | [kh]                                   | на початку морфеми: chlĕb, wobchod                                                                        |
| I i    | ji           | [i]                                    | ideal, lipa, wysoki                                                                                       |
| J j    | jót          | [j]                                    | jawor, junij                                                                                              |
|        |              | використовується як знак палаталізації | swinjo, swjaty, rozumju                                                                                   |
| K k    | ka           | [k]                                    | kupc, zak                                                                                                 |
| Ł ł    | eł           | [w]                                    | ławka, słuch, doł                                                                                         |
|        |              | [f]                                    | в сполученні з h у слові łhać                                                                             |
|        |              | нуль звуку                             | іноді після приголосних перед o та ó: płót                                                                |
| L l    | el           | [l]                                    | kluč; перед i, ĕ вимовляється дещо м'якіше від середньоєвропейського l, майже як українське ль: lipa, lĕs |
| M m    | em           | [m]                                    | mysl, pumpa, rozum                                                                                        |
|        |              | [m’]                                   | в сполученні з j: mjĕč, promjo                                                                            |
| N n    | en           | [n]                                    | noha, konopej, syn                                                                                        |
|        |              | [n’]                                   | в сполученні з j: njebohi (небіжчик)                                                                      |
|        |              | [ŋ]                                    | перед g, k: gingawa, klanka                                                                               |
| Ń ń    | ejn          | [n’]                                   | dań, kóński                                                                                               |
|        |              | [n]                                    | дуже часто вимовляється як твердий [n] з одночасною дифтонґізацією попереднього голосного: kóń            |
|        |              | [ŋ]                                    | перед g, k: ćeńki                                                                                         |
| O o    | o            | [o]                                    | koleno, bosy                                                                                              |
| ó      | ót           | [ó]                                    | nós, krótki                                                                                               |
| P p    | pej          | [p]                                    | pobyt, rjap (хребет), kopyto                                                                              |
|        |              | [p’]                                   | в сполученні з j: pjatk (п'ятниця), pjec (пекти)                                                          |
| R r    | er           | [R]                                    | ruka, wutroba (серце), kur (дим)                                                                          |
|        |              | [R’]                                   | в сполученні з j: rjad, brjóh (берег)                                                                     |
| ř      | eř           | [š]                                    | в сполученнях př, kř: přemudry, křik                                                                      |
|        |              | [c’]                                   | в сполученні tř: třo                                                                                      |
| S s    | es           | [s]                                    | sud, nós, wesele                                                                                          |
| Š š    | eš           | [š]                                    | šat, koš                                                                                                  |
| T t    | tej          | [t]                                    | tam, pastyr, porazyć                                                                                      |
|        |              | [c’]                                   | в сполученнях з ř, ci: třo, wótcina                                                                       |
| Ć ć    | ćet          | [ʧ]                                    | ćeta, bić                                                                                                 |
|        |              | [ʤ]                                    | перед дзвінкими приголосними: wjećba                                                                      |
| U u    | u            | [u]                                    | uniwersita, dub, kenguruh                                                                                 |
| W w    | wej          | [w]                                    | woko, kow                                                                                                 |
|        |              | [w’]                                   | в сполученні з j: wjerch                                                                                  |
| Y y    | y            | [y]                                    | ryba, my                                                                                                  |
| Z z    | zet          | [z]                                    | zub |
|        |              | [s]                                    | наприкінці слова та перед глухими приголосними: raz                                                       |
| Ž ž    | žet          | [ž]                                    | zažehlak                                                                                                  |
|        |              | [š]                                    | наприкінці слова та перед глухими приголосними: nóž                                                       |

### Наголос
Наголос завжди падає на перший склад. В довших словах трапляється другорядний наголос на третьому або четвертому складі (в складних словах — на першому складі другого компонента). В словах, що запозичені з німецької, може зберігатися первинний наголос: teorija, dynamika, september. Іменники на -ita, деякі на -ija, дієслова на -ować, -ĕrować звичайно мають наголос на третьому від кінця складі. Наголос може переходити з іменника або займенника на попередній прийменник: do wsy, za was, wo zemju тощо.

## Морфологія

### Іменник
Подібно до української мови, верхньолужицький іменник може бути трьох родів, відмінюється по семи відмінках, але замість двох чисел має три — однину, двоїну та множину. Три відміни відповідають трьом родам — чоловічому, жіночому та середньому; крім того, є група іменників із нерівноскладовою основою (приблизно відповідає українській четвертій відміні: ćelo, ćeleća, ćeleću і так далі — порівняйте з українським теля, теляти, теляті і так далі). Важлива різниця: не тільки в місцевому, але й в орудному відмінку іменник вживаються лише з прийменниками. Кличний відмінок має окремі форми лише для однини чоловічого роду (порівняйте українське жінка — жінко та верхньолужицьке žona — žona). В знахідному відмінку однини іменників чоловічого роду різні форми мають назви істот та неістот (dub — dub, але syn — syna), а в двоїні та множині тих самих іменників аналогічну роль грає категорія персональності/імперсональності: dwaj dubaj, dwaj wołaj, але dweju mužow).

#### Зразок відмінювання
| Відмінок  | Однина     | Двоїна       | Множина     |
| --------- | ---------- | ------------ | ----------- |
| Називний  | syn        | synaj        | synojo      |
| Родовий   | syna       | synow        | synow       |
| Давальний | synej      | synomaj      | synam       |
| Знахідний | syna       | synow        | synow       |
| Орудний   | (z) synom  | (z) synomaj  | (z) synami  |
| Місцевий  | (wo) synje | (wo) synomaj | (wo) synach |
| Кличний   | syno       | synaj        | syny        |

### Прикметник
Характерною особливістю верхньолужицької мови є значна кількість невідмінюваних прикметників. Такими є, наприклад, прикметники, що означають відтінок забарвлення: nabruń — коричнюватий, nabĕl — білуватій, načorń — чорнуватий, načerwjeń — червонуватий. Також не відмінюються присвійні форми на ic: susodźic (сусідській; дослівно — сусідів), wučerjec (вчителев) тощо (присвійні форми на i/y, як-от bratrowy', відмінюються). Крім того, до невідмінюваних відносяться ще деякі прикметники, як власне лужицькі (bosy, ryzy; наприклад, z ryzy konjom — з рудим конем), так і запозичені (fajn — добрий, гарний; blond — білявий, біловолосий; nobel — щедрий).
У знахідному відмінку однини розрізняються форми для істот та неістот; у називному та знахідному відмінках двоїни та множини — форми для осіб чоловічої статі (категорія персональності).

#### Зразок відмінювання
(задля компактності форми жіночого та середнього роду однини не наведені)
| Відмінок  | Однина (чоловічий рід) | Двоїна           | Множина      |
| --------- | ---------------------- | ---------------- | ------------ |
| Називний  | dobry                  | dobrej dobraj**  | dobre dobri  |
| Родовий   | dobreho                | dobreju          | dobrych      |
| Давальний | dobremu                | dobrymaj         | dobrym       |
| Знахідний | dobry dobreho*         | dobrej dobreju** | dobrych      |
| Орудний   | (z) dobrym             | (z) dobrymaj     | (z) dobrymi  |
| Місцевий  | (wo) dobrym            | (wo) dobrymaj    | (wo) dobrych |

* Форма для істот.
** Форма для осіб чоловічої статі.
Форма кличного відмінка верхньолужицьких прикметників завжди збігається з формою називного, тому окремо не виділяється.
Більшість слов'янських мов має повні та короткі прикметники (для української короткі не дуже характерні, але існують). Але лужицьким мовам короткі прикметники взагалі не властиві. Ось декілька паралельних прикладів. nowy bratrowy železny kluč (пор. чеськ. nový bratrův železný klíč), nan bĕ chory (пор. рос. отец был болен), wostań strowy! (пор. пол. bądź zdrów!).

## Культура
Деякі музичні гурти виконують пісні верхньолужицькою мовою, серед них: Berlinska dróha, Čorna Krušwa.

## Приклад
«Заповіт» Т. Шевченка верхньолужицькою мовою (переклав Юрій Млинк)
| WOTKAZANJE Hdyž ja wumru, pochowajće mje na chołmje w stepje. Mi w ukrainskej zemi dajće wotpočnyć najlěpje. Zo móhł šěroko ja widźeć hona, Dnjepra brjohi, zo móhł šum ja rěki słyšeć, widźeć jeho zmohi. Hdyž wón wotnjese do morja njepřećelsku krej nam z Ukrainy, tehdy so ja kraja hakle wzdawam. Wšitko spušću a chcu lećeć hač k samomu Bohej; doniž nochce wo nas wědźeć, pomha drje wón wrohej. Połožće mje. A so zběhńće, roztorhajće puta, z kreju njepřećelow zmyjće ze swobody bruda. Potom w swobodnym zas kraju bratrowstwa b'dźe koło. W nim mi druhdy spožčće — praju — dobru mysl, słowo. |